# NGC 495
NGC 495 je galaksija u zviježđu Ribe.

## Vanjske poveznice
- SEDS: NGC 495